# Hawkman
Hawkman (deutsch etwa Falkenmann) ist eine Comicfigur von DC Comics. Er ist ein Superheld, der seine besonderen Fähigkeiten durch eine Rüstung vom Planeten Thanagar bekommt. Hawkman ist und war Mitglied der Heldengruppierungen der Justice League (JLA) und der Justice Society (JSA). Seinen ersten Auftritt hatte er im Januar 1940 in US-Flash Comics #1. Die Figur wurde erschaffen vom Autor Gardner Fox und dem Zeichner Dennis Neville.

## Beschreibung
Hawkman trägt eine goldene Rüstung aus sog. Nth-Metall, die ihn schützt und zum Fliegen befähigt, zudem wird seine Kraft und seine Unempfindlichkeit gegen extreme Temperaturen erhöht. Bewaffnet ist er u. a. mit einer Keule. Seine Sinne sind ähnlich gut wie bei Falken ausgeprägt, sodass er sehr gut und weit sehen kann.

## Figurenhistorie

### Entstehung
1939 wurde bekannt, dass mit Flash Comics eine neue Comicreihe gestartet werden soll, für die von Herausgeber Max Gaines Figuren gesucht wurden. Gardner Fox wurde von einem Vogel zum neuen Helden Hawkman inspiriert:

„Ich sah mich dem Problem gegenüber, einen neuen Titel zu füllen, den Gaines starten wollte. Als ich am Fenster saß und versuchte, mir etwas Neues einfallen zu lassen, bemerkte ich einen Vogel, der Zweige für ein Nest sammelte. Der Vogel flog immer wieder hinunter, nahm einen Zweig in den Schnabel und flog dann weg. Ich dachte ‚wäre es nicht toll, wenn der Vogel ein Kämpfer für Recht und Ordnung und der Zweig ein Ganove wären?‘“

### Fiktive Figurenbiographie
Während der 15. Dynastie im Alten Ägypten entdeckten der Prinz Khufu und seine geliebte Chay-Ara ein außerirdisches Raumschiff vom Planeten Thanagar, auf dem sich Nth-Metall befand, mit dem die beiden Kontakt hatten. Vom Zauberer Hath-Set ermordet, setzte ein immer wiederkehrender Ablauf von Geburt und Tod ein, bei dem sich das Paar immer wieder zusammentat.
Im Wilden Westen war Khufu der Revolverheld Nighthawk, seine Freundin war Cinnamon, Mitte des 20. Jahrhunderts fanden sie als der Archäologe Carter Hall und als Sheira Saunders den Bund fürs Leben, wobei sie als Hawkgirl in Erscheinung trat. Beide wurden Mitglied der Reihe nach bei der JSA, der All-Star Squadron und der JLA.
Im Verlauf der Zero Hour verschmolz Hawkman (Carter Hall) mit dem thanagarianischen Polizisten Katar Hol, Sheira starb. Sie wurde als ihre eigene Großnichte Kendra Saunders wiedergeboren, hatte aber nun keine Erinnerungen mehr an ihre früheren Leben, weswegen sie Hawkman auch nicht mehr als ihren Seelenparter erkannte. Beide leben in St. Roch in Louisiana.

#### The New 52
Carter Hall arbeitet als Historiker und Kryptologe für einen Archäologieprofessor. Seit Hall mit einer Rüstung aus Nth-Metall verschmolzen wurde, leidet er unter einer Teilamnesie.

### Comics

#### USA
Von 1964 bis 2006 gab es vier Comicserien mit dem Titel Hawkman. Unter den New 52 (seit 2011) befand sich die Reihe The Savage Hawkman, welche aber 2013 nach 21 Ausgaben beendet wurde.

#### Deutschsprachiger Raum
Hawkman war im deutschsprachigen Raum bisher kaum präsent und seine Auftritte beschränkten sich im Wesentlichen auf Geschichten zusammen mit der JLA und der JSA. 
Im Rahmen der Infinite Crisis veröffentlichte 2006 der für die deutschsprachigen Ausgaben verantwortliche Panini Verlag drei US-Ausgaben (#47 bis 49) der vierten Hawkman-Serie in einem Monsterband.
Mit dem Neustart des DC-Universums kam Anfang 2013 beim selben Verlag ein Megaband mit den ersten zwölf US-Ausgaben der Reihe The Savage Hawkman auf den Markt.

## Begleitfiguren

### Hawkgirl
→ Siehe oben

### Hawkwoman
Shayera Thal ist eine Polizistin von Thanagar und folgte ihren Partner Katar Hol auf die Erde, um dort den Gauner Byth festzunehmen. Da sie ihre aufgrund der Flügel flugfähigen Rüstungen trugen, wurden sie als Hawkman und Hawkwoman bezeichnet. Shayera Thal hatte ihren ersten Auftritt in US-Hawkworld #1 (Vol.1) im Jahr 1989.

## In anderen Medien

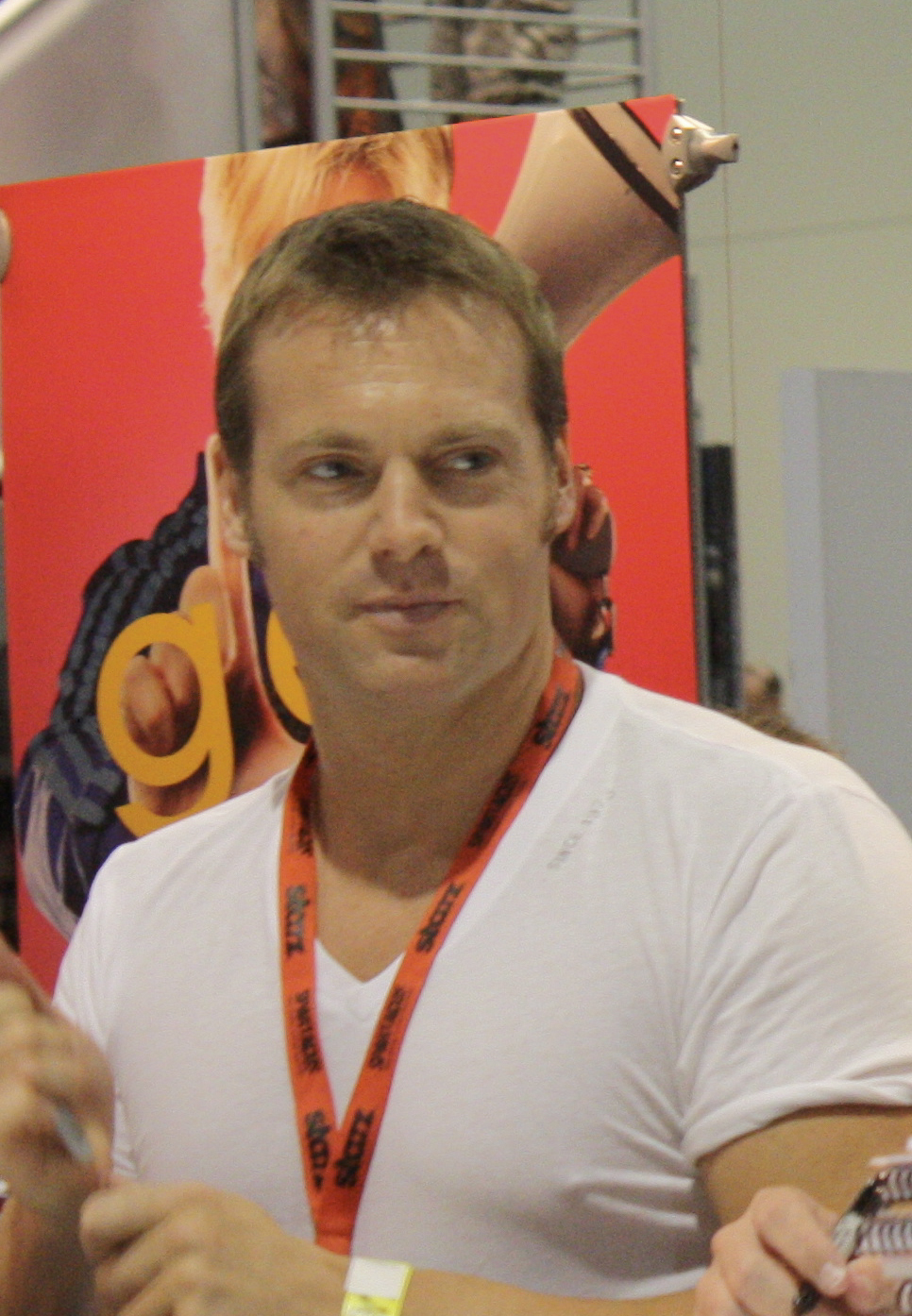
Michael Shanks spielt Hawkman in Smallville

- In den Staffeln 9 und 10 von Smallville ist Hawkman in vier Episoden als Anführer der ehemaligen JSA zu sehen. Gespielt wird die Figur von Michael Shanks.
- In der vierten Staffel der Serie Arrow sowie in deren Spin-offs The Flash (zweite Staffel) und Legends of Tomorrow wird Hawkman von Falk Hentschel dargestellt.
- Im Kinofilm Black Adam wird Hawkman von Aldis Hodge verkörpert.